# Edwy Plenel
Pour les articles homonymes, voir Plenel.
Edwy Plenel (/edwi plenɛl/), né le 31 août 1952 à Nantes, est un journaliste politique français.
Militant trotskiste dans les années 1970, il est tout d'abord journaliste à Rouge, l'hebdomadaire de la Ligue communiste révolutionnaire (LCR). Quelques années plus tard, il s'éloigne de l'extrême gauche et entre au service Éducation du Matin de Paris, puis au journal Le Monde en 1980.
D'abord spécialiste des questions d'éducation, il devient « rubricard police » et s'y fait remarquer par ses enquêtes. Ses révélations sur la plupart des affaires de la présidence de François Mitterrand feront de lui une figure du « journalisme d'investigation à la française », critique des différents pouvoirs. Principal animateur de la nouvelle formule du Monde apparue en 1995, il est directeur de la rédaction de 1996 à 2004, année de sa démission de ce poste dans un contexte de crise provoqué par la publication en 2003 de La Face cachée du « Monde », livre critique vis-à-vis de la direction du journal.
En 2008, Edwy Plenel cofonde le site web d'information Mediapart. En 2024, il cède sa présidence à Carine Fouteau, tout en continuant à intervenir dans ce média.

## Biographie

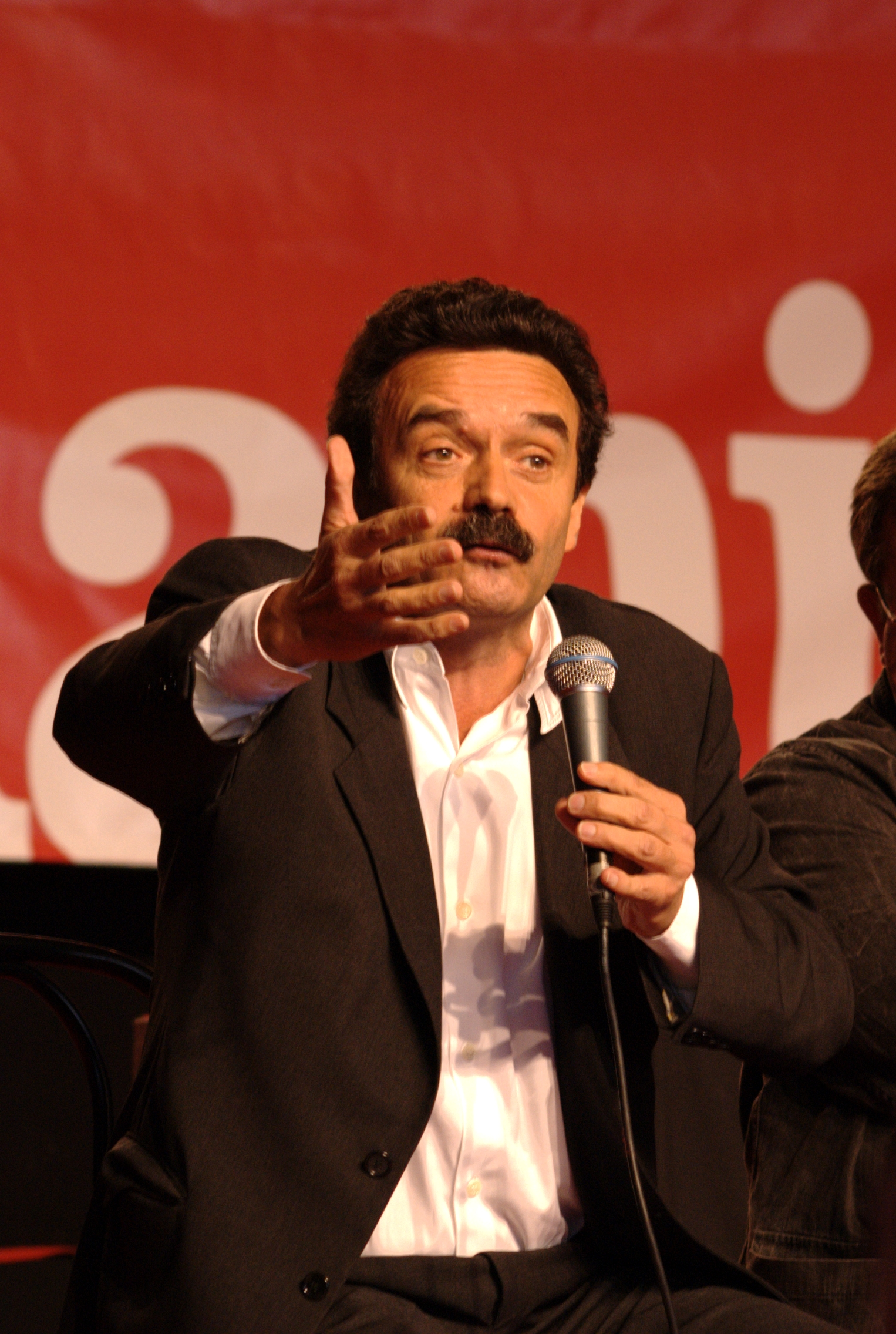
Edwy Plenel à la Fête de l'Humanité en 2008.

### Famille
Edwy Plenel, de son nom complet Hervé Edwy Olivier Plenel,, est le fils d'Alain Plenel et Michèle Bertreux. Tous deux sont d'origine bretonne, l'un catholique et l'autre de la minorité protestante.
Son père Alain Plenel est fonctionnaire de l'Éducation nationale, vice-recteur de la Martinique,, connu pour ses engagements anticolonialistes, rétrogradé en 1965 sous la présidence du général de Gaulle et réhabilité en 1982 après l'intervention de Stéphane Hessel et d'Hubert Védrine[réf. nécessaire]. Edwy Plenel passe l'essentiel de son enfance dans cette île des Caraïbes, qu'il quitte en 1962, son père étant révoqué en raison de son engagement anticolonialiste. Pour ses biographes Pierre Péan et Philippe Cohen, cet événement est la matrice de l'idéologie future d'Edwy Plenel, critique à l'égard de certains épisodes de l'histoire de France et engagé contre les discriminations.
Edwy Plenel est également le cousin germain du militant français Rémy Daillet-Wiedemann.

### Formation
Après un séjour en région parisienne, il vit à partir de 1965 en Algérie et termine sa scolarité à Alger. Il est alors chef scout aux Éclaireurs unionistes. Il poursuit à Alger ses études universitaires - une année de mathématiques, deux de sciences politiques.

### Engagement
De retour en France et installé à Paris en 1970, alors âgé de 18 ans, il abandonne ses études et rejoint la Ligue communiste révolutionnaire (LCR), sous le pseudonyme de Joseph Krasny (Красный signifiant rouge en russe).
En 1976, il est journaliste à Rouge, hebdomadaire de la LCR, qui devient quotidien durant une brève période. Il assure également la direction de Barricades en 1979, la publication de la JCR (Jeunesses communistes révolutionnaires).
Il effectue son service militaire en 1978-79 dans l'armée de l'Air. Après avoir fait ses deux mois de classes sur la base aérienne 101 de Toulouse-Francazal durant l'été 1978, il est affecté à la base aérienne 274 de Limoges où il écope de 10 jours d'arrêt pour avoir publié en novembre 1978, dans Le Matin de Paris, un article critique sur le service militaire. Muté à la base aérienne 265 de Rocamadour qui abrite un dépôt de munitions, il écope en mars 1979 de 60 jours d'arrêt supplémentaires pour avoir fait circuler dans la base une pétition exigeant la gratuité des transports pour les appelés. Il effectue cette peine sur la base aérienne 132 de Colmar où il est interné. Il termine finalement son service militaire en août 1979 sur cette même base.
Après son service militaire, il s'éloigne de la LCR, tout en restant en lien proche avec certains dirigeants de cette organisation politique.

### Carrière
Il entre au service éducation du Matin de Paris puis du journal Le Monde en 1980. Son livre Secrets de jeunesse (2001) revient sur une jeunesse militante trotskiste qu'il n'a jamais reniée. Il dit être resté un « trotskiste culturel ».
D'abord spécialiste des questions d'éducation, il s'y fait remarquer, à partir de 1982, par ses enquêtes, tout en assurant la rubrique Police du quotidien. Il est correspondant pour le journal au ministère de l’Intérieur, et ses amitiés avec des policiers lui procurent un solide réseau d'informateurs. Ses révélations sur la plupart des affaires de la présidence de François Mitterrand en feront une figure du journalisme indépendant et critique. Jusqu'en 1994, soit pendant une quinzaine d'années, il travaille à l'écart du monde journalistique parisien, en solitaire ou en tandem – essentiellement avec Bertrand Le Gendre, puis Georges Marion. L'élection de Jean-Marie Colombani à la tête du Monde, qui, à l'époque, était simplement un journal et non un groupe de presse, va l'amener à accepter des responsabilités. Principal animateur de la nouvelle formule du Monde apparue en 1995, il devient directeur de la rédaction en 1996.
Jusqu'en 2003, sous sa direction, les ventes du quotidien augmenteront, hissant Le Monde à un niveau relatif qu'il n'avait jamais atteint depuis sa création en 1944, celui de premier quotidien national généraliste, devant Le Figaro. Avec une diffusion totale (France et étranger) payée de 407 085, l'année 2002 reste le record historique du Monde : premier quotidien national cette année-là, il bat son précédent record de 1979, en affichant une diffusion France payée de 361 254 exemplaires et une progression de 19,5 % depuis 1994. Cependant le déclin des ventes à 389 249 en 2003 et à 371 803 en 2004, dans un contexte de crise occasionné par la publication en 2003 de La Face cachée du Monde de Pierre Péan et Philippe Cohen, affaiblit sa position au sein du journal. Il démissionne de son poste de directeur de la rédaction en novembre 2004, garde encore quelques mois des fonctions dans le groupe (directeur des relations éditoriales extérieures, il rédige les éditoriaux du Monde 2 et continue d'animer sur LCI l'émission Le Monde des idées) avant de négocier son licenciement en septembre 2005,. Il quitte le journal avec 450 000 euros d'indemnités, obtenues, de son propre aveu, après avoir menacé de publier les rémunérations du comité de direction.
La diffusion du Monde a continué à décliner après son départ, pour se redresser légèrement en 2011. Edwy Plenel suscite des opinions contrastées. Certains saluent le dynamisme, l'originalité et l'indépendance de sa direction éditoriale. Pierre Péan et Philippe Cohen l'ont violemment attaqué en dénonçant sa vision « complotiste », ses méthodes de direction et ses « campagnes » contre des personnalités telles que Roland Dumas. À leur suite, Bernard Poulet a contesté son utilisation du Monde comme un instrument de pouvoir. Ces critiques ont été elles-mêmes dénoncées comme créant une « légende noire », qui, tout à la fois, le mythifie et le diabolise. Il l'évoque dans la préface de ses Chroniques marranes (2007), sous le titre « Autoportrait ».
En novembre 2007, il annonce un nouveau projet de média participatif sur Internet, Mediapart, site lancé le 16 mars 2008.
Pendant la campagne de l'élection présidentielle de 2017, il est un soutien affiché de Benoît Hamon, puis appelle à voter Emmanuel Macron lors du second tour qui l'oppose à Marine Le Pen,,.

### Vie privée
Il a été l'époux de la sociologue Nicole Lapierre, rencontrée à la Ligue communiste révolutionnaire lors d'un congrès en 1971. Nicole Lapierre, condisciple d'Olivier Revault d'Allonnes puis étudiante en sociologie sous la direction d’Henri Lefebvre, est cofondatrice du Mouvement du 22 Mars en mars 1968. En 1982, ils ont un enfant, Ève Plenel. Nicole Lapierre est d'origine juive ashkénaze – elle soutient en 1989 à l'EHESS une thèse de doctorat de sciences sociales dirigée par Edgar Morin,  Mémoire juive et diaspora : l'exemple des Juifs de Plock (Pologne). Le couple divorce en 2023.

### Affaire des écoutes de l'Élysée et autres scandales
Edwy Plenel est l'une des personnalités victimes des écoutes illégales de l'Élysée dans les années 1980. Plenel a été mis sur écoute en raison de ses enquêtes sur la cellule antiterroriste de l’Élysée dirigée par Christian Prouteau, et notamment en raison de son implication dans le dévoilement de l'affaire des Irlandais de Vincennes,,. Sa mise sur écoute s'est prolongée en 1985 durant l'affaire du Rainbow Warrior pour connaître ses sources alors que ses révélations provoquaient la démission du ministre de la défense, Charles Hernu, et que le chef des services secrets français, l'amiral Pierre Lacoste, était révoqué,. Poursuivis devant la justice, les collaborateurs concernés de François Mitterrand prétextent une affaire d'espionnage des services secrets soviétiques, le dossier Farewell, pour justifier cette mise sur écoute, allant jusqu'à affirmer que l'ex-trotskiste Plenel travaillait pour la CIA. Cette dernière assertion est reprise sans aucune distance ni précaution par certains journalistes défenseurs de Mitterrand. Le jugement, rendu en 2005 par la 16e chambre du tribunal correctionnel de Paris, la balaye explicitement[style à revoir], et condamne à des peines d'emprisonnement avec sursis les quatre responsables de la cellule de l'Élysée pour avoir mis sur écoute Plenel. Ils ne font pas appel de ce jugement. À l'issue de ce procès, Plenel rassemble en un volume ses trois livres sur la présidence de Mitterrand (La Part d'ombre, Un temps de chien et Les Mots volés), en y ajoutant une analyse du procès des écoutes (Le Journaliste et le Président, 2006).
Edwy Plenel a également été l'une des victimes des dénonciations calomnieuses des faux listings de l'affaire Clearstream. Les faits remontent à 2003 et 2004, mais n'ont été portés à sa connaissance qu'au printemps 2006. Partie civile depuis lors, il a notamment critiqué dans ce dossier le poids que Nicolas Sarkozy fait peser sur la justice.

### Scandale à Panama
Edwy Plenel est l'auteur d'un mémorable « loupé » : à l'été 1991, à l'occasion d'un voyage d'un mois sur les traces du « découvreur » de l’Amérique, il écrit pour Le Monde toute une série d'articles dont le titre est Voyage avec Colomb. Alors que cette série se termine, le 24e volet est présenté comme un scoop : Un scandale à Panama. Plenel avance que, quelques années plus tôt, le régime du général Noriega (comprendre l'argent de la drogue) aurait financé le Parti socialiste, notamment dans le cadre de la campagne de l'élection présidentielle française de 1988. Des lettres sont produites, à en-tête de l'ambassade de France au Panama, datées de 1987. Dans les heures qui suivent la parution du Monde de ce 27 août 1991, le PS dément formellement les allégations de cet article, mais le rectificatif du journal n'apparaîtra que le 5 septembre suivant : Le Monde y exprime son « regret » auprès « des lecteurs et des divers intéressés » d'avoir publié des « informations non vérifiées ». Et pour cause : les fameuses lettres se sont révélées être des faux grossiers, Plenel n'ayant pas vérifié que le signataire de celles-ci n'était déjà plus en poste depuis longtemps à l'ambassade de France du Panama. Commentant cette affaire, Plenel admet « un coup dur » : « J'ai oublié que j'étais journaliste. Je me croyais romancier. »

### Crise au quotidienLe Monde
S'il a gardé une réputation de journaliste indépendant, Edwy Plenel a été accusé par certains d'autoritarisme dans sa gestion de la rédaction du Monde. La fin de sa carrière comme directeur de la rédaction du quotidien a été précipitée par les accusations de Pierre Péan et Philippe Cohen dans leur livre La Face cachée du Monde : du contre-pouvoir aux abus de pouvoir, Paris, Éditions Mille et Une Nuits, 2003. On lui reproche notamment un pouvoir d'intimidation ou encore une connivence avec des policiers et des juges afin d'obtenir des informations. L'historien Pierre-André Taguieff affirme ainsi avoir assisté à des dîners chez le journaliste avec des responsables syndicaux policiers qui arrivaient avec des documents : 

« En matière d'investigation, il ne faisait rien d'autre que de recopier les fiches des Renseignements généraux et reprendre les matériaux que ses amis syndicalistes policiers lui amenaient régulièrement. Il avait alors ses entrées au ministère de l'Intérieur. »

Contestant ce réquisitoire, qu'il présente comme une « accumulation d’erreurs, de mensonges, diffamations et calomnies », Plenel s'est expliqué dans Procès (2006), où il revient à la fois sur ce livre, qu'il qualifie d'« attentat éditorial », sur sa conception du métier de journaliste, sur son engagement professionnel au Monde et sur ses divergences avec les « vrais dirigeants » de ce journal qu'étaient, selon lui, Jean-Marie Colombani et Alain Minc. Ces réponses sont contestées par l'un de ses anciens proches, Alain Rollat (alors accusé d'être « un agent de la CIA »), qui témoigne avoir agi avec Edwy Plenel au niveau de la section syndicale SNJ-CGT et de la Société des rédacteurs en vue de favoriser la prise de pouvoir par Jean-Marie Colombani, lequel nommera ensuite Edwy Plenel directeur de la rédaction. S'exprimant au sujet des réactions de Plenel au livre de Péan et Cohen, il dira : « Plenel est expert en dialectique. Mis en accusation, il accuse à son tour. Mais il porte sa riposte sur le terrain où il est le plus à l’aise, celle de la réflexion affective, pas sur le terrain où il est attaqué, celui des faits objectifs. Sa réaction est celle de l’homme politique confronté à un travail journalistique gênant. Son premier réflexe consiste à essayer de discréditer l’auteur de l’écrit. »
Au sein de la rédaction du Monde, Daniel Schneidermann sera l'un des rares journalistes à oser exprimer une réaction critique vis-à-vis du quotidien et du comportement de Plenel, et poursuivra cette critique dans son ouvrage Le Cauchemar médiatique, où il met en cause la réaction de la direction du quotidien, estimant que celle-ci ne répondait pas aux arguments du livre,. En octobre 2003, Daniel Schneidermann est licencié.
Edwy Plenel est par ailleurs contesté pour avoir laissé publier dans Le Monde des rumeurs et des accusations diffamatoires à l'encontre de Dominique Baudis,, et de Pierre Bérégovoy.
Dans Un Monde à part (2013), Jean-Marie Colombani reviendra sur la période dénoncée par l'essai de Péan et Cohen, reconnaissant avoir commis « des erreurs » et dénonçant l'appétit de pouvoir et les « enracinements trotskistes profonds » d'Edwy Plenel qui modifieront l'esprit du quotidien.
Alors que la direction de Libération change, Edwy Plenel essaie en vain d'en prendre la tête avec François Bonnet, Laurent Mauduit et Gérard Desportes, Alain Minc conseillant finalement à Édouard de Rothschild, l'actionnaire principal du journal, de ne pas le faire embaucher.

### Mediapart
Depuis fin 2007, date de la création de la SAS Mediapart, Edwy Plenel dirige Mediapart, journal d'information en ligne payant sur Internet, en tant que président de la société éditrice et directeur de la publication du journal. Il y a six fondateurs du journal en ligne Mediapart : outre Edwy Plenel, il s'agit de François Bonnet (directeur éditorial), Gérard Desportes, Laurent Mauduit, Marie-Hélène Smiéjan-Wanneroy (directrice générale) et Godefroy Beauvallet. Dès son lancement, le média est un succès, porté par une critique du mandat de Nicolas Sarkozy.
Mediapart est également à l'initiative de la fondation, à l'automne 2009, du Syndicat de la presse indépendante d'information en ligne (SPIIL), dont Edwy Plenel a été le premier secrétaire général, poste qu'il a occupé jusqu'en 2014.
En mars 2011, Edwy Plenel a annoncé le lancement de FrenchLeaks, site de documentation et d'alerte animé par Mediapart et inspiré de WikiLeaks, dont Mediapart est l'un des partenaires. Edwy Plenel s'est souvent exprimé sur le thème de la protection des sources d'information des journalistes pour indiquer la nécessité de réformer la loi française.
Après avoir porté l'affaire Cahuzac — « seul[s] contre tous », écrit Marianne —, il met en cause directement le 7 avril 2013, sur I-Télé, le ministre de l'Économie et des Finances Pierre Moscovici. Il affirme que ce dernier connaissait la situation illicite de son ministre délégué depuis mi-décembre 2012, et que l'enquête qu'il avait diligentée sur Jérôme Cahuzac n'aurait servi qu'à le blanchir.
Le 17 décembre 2016, Edwy Plenel est qualifié d'« ennemi de la nation » dans l'émission Entre les lignes sur La Chaîne parlementaire (LCP) par le géo-politologue Frédéric Encel qui répond à l'invitation de Frédéric Haziza de nommer les « ennemis de l’intérieur ».
En mars 2017, il annonce pendant une interview avec l'émission Garçon - L'Interview sa volonté de se retirer de la présidence de Mediapart avant ses 70 ans et la prochaine élection présidentielle.
En 2019, Edwy Plenel et les autres actionnaires du média numérique vendent leurs participations, ce qui lui rapporte personnellement, selon Le Point, 2,9 millions d’euros.
Partisan de l'intersectionnalité, Edwy Plenel est favorable à l'usage de l'écriture inclusive et de la pratique des réunions non-mixtes. Pour l'historien Christian Delporte, « la personnalité d'Edwy Plenel reste très marquée à gauche, ce qui lui aliène une partie de l'opinion ».
En 2021, une enquête du consortium international de journalistes Forbidden Stories révèle qu'Edwy Plenel est l'un des nombreux journalistes ciblés par le logiciel espion Pegasus, en l'occurrence par les services de renseignement marocains, ce peu après être intervenu au Maroc, en 2019, en faveur du Hirak et des journalistes indépendants marocains visés par le pouvoir,.
En février 2024, il annonce quitter la présidence du site d'information le 14 mars 2024, mais néanmoins continuer à contribuer au site en tant que journaliste. C'est la journaliste Carine Fouteau qui le remplace,.

### Pour les musulmans
En 2014, il publie un essai Pour les musulmans salué par le journaliste Thierry de Cabarrus pour sa dénonciation de l'« islamophobie de France » et du « repli sur soi » des Français. Il dresse notamment un parallèle entre le racisme antimusulman et l'antisémitisme du XIXe siècle. Luc Rosenzweig, lui, parle de « délires idéologiques » et critique une vision « de l’indignité de l’homme blanc dominateur, marqué pour l’éternité de la flétrissure colonialiste, qui se transmet de génération en génération ». Edwy Plenel se dit alors proche du militant d'extrême gauche israélien Michel Warschawski, dans l'émission de Frédéric Haziza, Entre les lignes, sur la chaîne parlementaire, LCP.
Le livre est traduit en arabe avec une préface de Elias Sanbar, ambassadeur de la Palestine à l'Unesco, et diffusé comme supplément de Al-Doha Magazine. Cette traduction lui vaut d'être attaqué, ses détracteurs affirmant que cette revue est proche des Frères musulmans, ce que dément son traducteur, ou inféodé au pouvoir qatari, pays sans presse libre. En réponse à l'une de ces critiques, Edwy Plenel a rappelé que nombre d'auteurs peu suspects de sympathie pour l'intégrisme religieux – Régis Debray, Michel Serres, Tzvetan Todorov ou Étienne de La Boétie – l'avaient précédé dans la collection éditée par Al-Doha Magazine.

### Livres, émissions et films

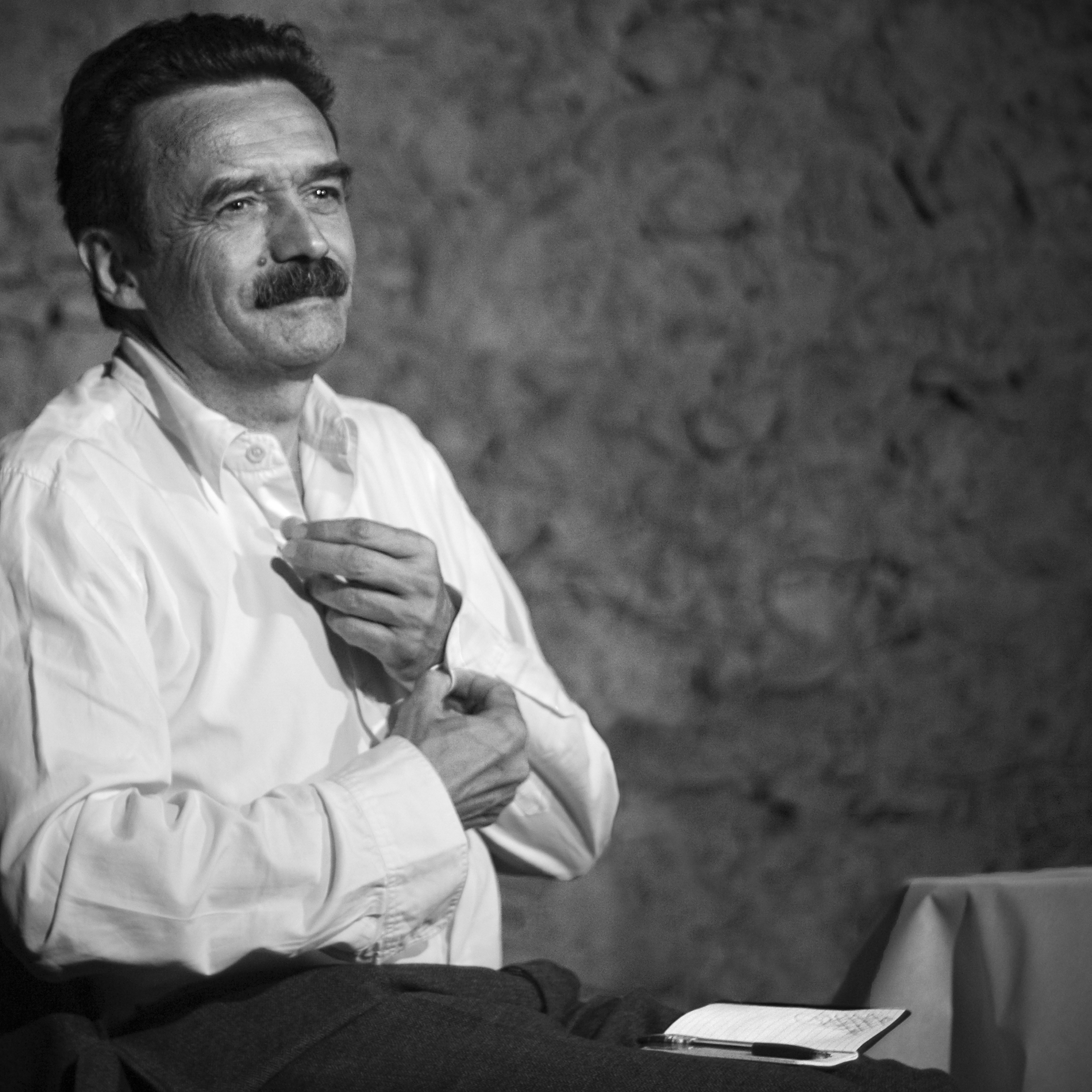
Edwy Plenel à Montpellier, en septembre 2008.

Edwy Plenel a publié une vingtaine d'ouvrages, dont L'Effet Le Pen (en collaboration, 1984), La République inachevée sous-titré L'État et l'école en France (1985), La Part d'ombre (1992), Secrets de jeunesse (2001), qui a été distingué par le prix Médicis essai, La Découverte du monde (2002), Procès (2006), Le Président de trop (2011), Le Droit de savoir (2013), Dire non (2014), Dire nous (2016), Voyage en terres d'espoir (2016) et La valeur de l'information (2018).
De 1986 à 1995, il a codirigé, puis dirigé seul une collection de livres d'actualité, « Au vif du sujet », d'abord chez Gallimard jusqu'en 1991, puis chez Stock. Parmi les quarante-huit ouvrages qui y ont été publiés, on remarque notamment le best-seller de Gilles Perrault Notre ami le roi, deux essais d'Edgar Morin (Penser l'Europe et Mes démons), deux de Daniel Bensaïd (Moi, la Révolution et Jeanne, de guerre lasse), le témoignage précurseur d'Alain Emmanuel Dreuilhe sur le sida (Corps à corps), la trilogie d'Anne Tristan (Au Front, L'Autre monde et Clandestine) et Tibet mort ou vif, un essai du journaliste Pierre-Antoine Donnet.
Plenel est également présent dans les médias audiovisuels. De 1995 à 2007, il a présenté sur LCI une émission hebdomadaire sur les livres, intitulée Le Monde des idées, puis Entre guillemets. De janvier 2005 à juillet 2015, il tient une chronique hebdomadaire sur France Culture, d'abord Lignes de fuite diffusée le samedi, puis Le Monde selon Edwy Plenel diffusé le mercredi, puis le jeudi matin. En décembre 2013, Meïr Waintrater, ancien directeur de la rédaction de L'Arche révèle que la lettre sur laquelle s'appuie Plenel dans un billet, diffusé dans « Les Matins de France Culture » le même mois, lettre censée avoir été adressée en 2001 par Nelson Mandela au journaliste américain Tom Friedman et dans laquelle celui-ci condamne l’attitude d'Israël envers les Palestiniens, est un faux connu depuis plus de dix ans. Dans sa chronique suivante puis sur son blog de Mediapart, Edwy Plenel a reconnu publiquement son erreur mais en a expliqué le contexte et l'histoire, en rappelant la position des combattants anti-apartheid sur la question palestinienne.
À la télévision, Edwy Plenel a été chroniqueur dans plusieurs émissions hebdomadaires sur France Ô, chaîne qu'il affectionne particulièrement (en rapport à ses origines). Dans le domaine de la fiction audiovisuelle, il a été coscénariste, avec Georges Marion, de Une affaire d'État (1990), téléfilm de Jean Marbœuf avec Bernard Pivot dans le rôle-titre, et conseiller pour Le Rainbow Warrior (2006) de Pierre Boutron, scénario de Dan Franck. Il a aussi participé à un projet de téléfilm sur l'affaire d'Ouvéa de 1988, pour Canal+, auprès des scénaristes Gilles Taurand et Antoine Lacomblez.
Il quitte Le Monde avec 450 000 euros d'indemnités, obtenues, de son propre aveu, après avoir menacé de publier les salaires du comité de direction.
Dans la presse écrite, après son départ du Monde, il a tenu une chronique bimensuelle, puis mensuelle dans le quotidien belge Le Soir (La France vue d'en dehors, puis En dehors), de septembre 2006 à juin 2008. Dans ses commentaires de l'élection présidentielle française de 2007, il a été un critique de Nicolas Sarkozy. Il fut d'ailleurs le premier à employer dans les médias, à propos du président nouvellement élu, l'expression d'« hyperprésidence ». De l'automne 2007 jusqu'au début 2010, il a tenu une chronique bimensuelle dans l'hebdomadaire Marianne, à la rubrique « Ils ne pensent pas (forcément) comme nous ».

### Professeur associé
Ayant participé, auprès du professeur Paul Alliès, à la création du master II professionnel « Métiers du journalisme » à l'université Montpellier-I, il y a été nommé professeur associé en 2006, sur proposition des instances universitaires. Jusqu'à l'année universitaire 2012-2013, il a enseigné au sein du département de science politique de l'université Montpellier 1. Ses principaux cours ont pour intitulé : « Philosophie du journalisme », « Sociologie du journalisme », « Presse et pouvoir », « Communication et politique ».
De 2008 à 2015, il fut également professeur associé à l'Académie du journalisme et des médias (AJM) de l'université de Neuchâtel (Suisse). Accueillie par la faculté des sciences économiques, l'AJM a été créée par le professeur Vincent Kaufmann, en partenariat avec le Centre de formation au journalisme et aux médias. Dans le cadre de la maîtrise universitaire en journalisme, Edwy Plenel y délivrait un cours de « Perspectives historiques » ainsi qu'un cours de « Perspectives philosophiques et politiques », puis un cours intitulé « Principes du journalisme ».

## Controverses

### Polémique sur son soutien à Septembre noir
En 1972, alors que le groupe terroriste palestinien Septembre noir avait assassiné onze athlètes israéliens pendant les Jeux olympiques de Munich, il écrit sous pseudonyme :
L'action de Septembre noir a fait éclater la mascarade olympique, a bouleversé les arrangements à l'amiable que les réactionnaires arabes s'apprêtaient à conclure avec Israël. [...] Aucun révolutionnaire ne peut se désolidariser de Septembre noir. Nous devons défendre inconditionnellement face à la répression les militants de cette organisation. [...] A Munich, la fin si tragique, selon les philistins de tous poils qui ne disent mot de l'assassinat des militants palestiniens, a été voulue et provoquée par les puissances impérialistes et particulièrement Israël. Il fut froidement décidé d'aller au carnage.
Cette information est révélée dans le livre de Laurent Huberson et Nicolas Valode, Enquête sur Edwy Plenel, paru en 2008.
À la suite d'une nouvelle polémique en 2018 sur cette affaire, Edwy Plenel répond à Checknews de Libération en ces termes :
Ce texte, écrit il y a plus de 45 ans, dans un contexte tout autre et alors que j'avais 20 ans, exprime une position que je récuse fermement aujourd'hui. Elle n'avait rien d'exceptionnel dans l'extrême gauche de l'époque, comme en témoigne un article de Jean-Paul Sartre, le fondateur de Libération, sur Munich dans La Cause du peuple–J'accuse du 15 octobre 1972. Tout comme ce philosophe, j'ai toujours dénoncé et combattu l'antisémitisme d'où qu'il vienne et sans hésitation. Mais je refuse l'intimidation qui consiste à taxer d'antisémite toute critique de la politique de l'État d'Israël.

### Polémiques sur son rapport à l'islam

#### Attentats contreCharlie Hebdoet l'Hyper Cacher
Pendant la tournée promotionnelle pour son livre, Plenel participe dix jours après l'attentat contre Charlie Hebdo et l'Hyper Cacher de la porte de Vincennes à un dîner-débat, le 17 janvier 2015, avec l'islamologue Tariq Ramadan (qu’il présente comme « un intellectuel spirituel » et « respectable » et sans « ambiguïté »), objet de nombreuses critiques, ce qui crée une polémique, y compris parmi les salariés et les lecteurs de Mediapart. La conférence commune contre les « discriminations et l'islamophobie » était organisée par une association pour l'insertion des jeunes de banlieue et France Manassik, un voyagiste spécialisé dans les pèlerinages à La Mecque. Edwy Plenel nie pour sa part s'être adressé à un « public musulman » : « Je m’adresse à des Français qui viennent écouter une conférence à laquelle vous n'étiez pas, durant laquelle la liberté d'expression et le droit à la caricature sans haine ont été défendus sans ambiguïtés. »
Les deux hommes conspuent ensemble les « discriminations » et « l'islamophobie », Edwy Plenel s'épanchant sur l'« enfance malheureuse des frères Kouachi », précisant qu'il n'aurait pas publié de « caricatures qui offensent n'importe quelle religion. »
Deux jours plus tard, il est l'invité de Yann Barthès dans l'émission le Petit Journal. Interrogé sur la caricature de Mahomet en une du « numéro des survivants » (qui fait suite à l'attentat du 7 janvier), il répond à la question qu'on lui pose, à savoir s'il la trouve « choquante » : « Moi, je ne suis pas choqué […] Ça ne me concerne pas […] Mais je ne pense pas que dans le débat public, on puisse tout prendre à la rigolade, à l'ironie, à la moquerie. Dans ce moment de solidarité avec les caricaturistes, je les défends, je les soutiens, mais la haine ne peut pas avoir l'excuse de l'humour, et la moquerie est condamnable si elle s'attaque à des gens, à des identités »,. Le journaliste Daniel Schneidermann d'Arrêt sur images estime qu'il y a un paradoxe dans sa position sur Charlie Hebdo : « Comment à la fois rester solidaire des caricaturistes assassinés, et siffler tout de même la fin de la récré, la fin des petits dessins incendiaires ? »
Le journaliste Alexandre Devecchio estime dans Le Figaro qu'il « suggère que les détracteurs de Ramadan seraient racistes », que ces déclarations communes démontrent la convergence de l'« utopie millénariste islamique » et l'« utopie messianique communiste » dans une même lutte entre dominés et dominants et qu'in fine il ferait preuve de complaisance avec Tariq Ramadan.
Lors de la réédition de Pour les musulmans début 2016, Edwy Plenel ajoute une préface en réponse à ses détracteurs, reprise également dans l'édition anglaise, intitulée « Contre la haine ». « Ne prenant guère la peine de lire ce livre, écrit-il, ses détracteurs se sont arrêtés à son titre. Comme si prendre le parti des musulmans de France était, non pas un geste de fraternité avec des semblables, mais un acte de collaboration avec des ennemis. Le préjugé rend fainéant. Ne pouvant assumer un débat de raison, argumenté et informé, il le fuit par l’invective, la calomnie ou l’anathème. »
En réaction au message publié à la suite des attentats de janvier 2015 où Edwy Plenel écrit « L’enfance misérable des frères Kouachi. À lire impérativement pour se ressaisir », la sociologue Laure Bardiès dénonce dans Causeur ce qu'elle appelle une « inversion des faits et des responsabilités avec un aplomb édifiant » basée sur une « conception de l’Occident coupable par définition ». Dans un numéro à l'occasion de l'ouverture du procès des attentats de janvier 2015, Charlie Hebdo consacre une double page aux « charognards du 7 janvier 2015 », parmi lesquels se détachent Virginie Despentes et Edwy Plenel, « deux adeptes de la leçon de morale, dénonçant à tour de bras, se drapant dans les atours flatteurs de la gauche » selon Etienne Gernelle du Point.

#### Critique de l'islam et racisme
En octobre 2017, dans Le Figaro Magazine, Nacer Ramdane Ferradj — fondateur du Collectif des musulmans progressistes et laïcs, ancien vice-président de SOS Racisme — prétend qu'Edwy Plenel « a façonné une jeune génération de journalistes en imprimant sur celle-ci que toutes les critiques de l’islam et des extrémistes de notre religion sont des attaques racistes contre tous les musulmans. [...] Il épouse la stratégie de l'islam politique jusqu'à en devenir une pièce maîtresse pour son enracinement en France. »
Dans le même numéro, Edwy Plenel est présenté comme un « agent d'influence de l'islam » en compagnie de personnalités aussi diverses que Edgar Morin, Jean-Louis Bianco, Benoît Hamon, Marwan Muhammad ou Emmanuel Todd.
Répondant sur Mediapart à cette campagne qu'il juge « islamophobe », il estime qu'elle cible des personnes dont « le point commun, par-delà leurs désaccords ou leurs divergences, est de refuser la stigmatisation d’une religion, l’islam, et surtout de la diversité des humanités qu’elle recouvre au prétexte du terrorisme qui s’en réclame. »

#### Charlie Hebdoet l'affaire Tariq Ramadan
En novembre 2017, Charlie Hebdo publie, en Une, quatre caricatures, inspirées des singes de la sagesse, représentant Edwy Plenel « se cachant derrière sa moustache » face à l'affaire de mœurs qui vise l'islamologue Tariq Ramadan
,.
Le directeur de Mediapart réagit en déclarant qu'il n'était pas au courant de cet aspect de la vie privée de Tariq Ramadan. Le 7 novembre, la Société des journalistes de Mediapart publie un billet dans lequel ils affirment « leur soutien sans faille et renouvellent leur solidarité à l’égard de l’équipe de Charlie Hebdo » et — voyant derrière la caricature l'accusation injuste et mensongère que les journalistes ont caché des faits — soutiennent avoir « longuement enquêté sur Ramadan » et réalisé un « travail au long cours » lors duquel « la rédaction n’a jamais eu connaissance de la moindre accusation de harcèlement, d’agression sexuelle, ni de viol ».
Selon Plenel, la une de Charlie « fait partie d’une campagne plus générale que l’actuelle direction de Charlie Hebdo épouse. M. Valls et d’autres, parmi lesquels ceux qui suivent M. Valls, une gauche égarée, une gauche qui ne sait plus où elle est, alliée à une droite voire une extrême droite identitaire, trouvent n’importe quel prétexte, n’importe quelle calomnie, pour en revenir à leur obsession : la guerre aux musulmans, la diabolisation de tout ce qui concerne l’islam et les musulmans. » Pour Riss — dessinateur et directeur de la publication de Charlie Hebdo —, Plenel (qu'il qualifie d'« islamo-gauchiste démagogique ») désigne l'hebdomadaire satirique « comme un agresseur supposé des musulmans, [et] adoube ceux qui demain voudront finir le travail des frères Kouachi. »
130 personnalités signent un texte de soutien à Mediapart, en déclarant notamment que « Tout doit avoir le droit de se dire, de s'écrire et de se représenter, et cela doit être dit et répété, particulièrement pour Charlie Hebdo, […] Nous avons aussi le droit d'écrire que la Une de Charlie de cette semaine est diffamatoire, et haineuse. »
L'affaire Tariq Ramadan exacerbe la divergence d'opinions entre « deux camps situés à gauche » sur « la question laïque, antiraciste et identitaire » — très sensible en France — et créé un « choc frontal entre les deux médias »,.
Pour l'essayiste Caroline Fourest, la « rupture » entre Plenel et Charlie Hebdo date de janvier 2015 : « À partir du 7 janvier, Mediapart est devenu la maison, pas seulement des proches de Tariq Ramadan, mais de tous les anti-Charlie », notamment de Marwan Muhammad du CCIF, qu'elle présente comme un « Tariq Ramadan junior ». La journaliste Zineb El Rhazoui relève pour sa part qu'Edwy Plenel n'avait pas participé à la marche du 11 janvier en hommage aux dessinateurs assassinés : « Devant la mort, Plenel n'a pas eu la pudeur d'afficher un soutien de façade. J'éprouve plus de colère envers lui qu'envers les Kouachi, qui sont des nobody, des exécutants. »
Début décembre 2017, Edwy Plenel dit regretter d'avoir employé l’expression « guerre aux musulmans » et reconnaît avoir « surréagi », ajoutant qu'il ne « visait pas Charlie Hebdo » mais l'exploitation de la polémique par Manuel Valls. Son attitude et cette expression particulière lui est violemment reprochée par Fabrice Nicolino, survivant de la tuerie de Charlie Hebdo, qui l'accuse de faire partie de « cette génération d'intellectuels biberonnés au stalinisme, qui se sont menti à eux-mêmes sur la nature de cette idéologie-là [le terrorisme islamiste] ».

### Polémique fiscale sur le taux de TVA à Mediapart
Dans le cadre du débat sur le taux applicable de TVA à la presse en ligne, Edwy Plenel a choisi d'opter pour un taux réduit alors qu'il n'y était pas éligible : Mediapart s'est ainsi auto-appliqué 2,1 % de TVA, le taux réservé à la presse papier, alors qu'il aurait dû payer 19,6 %, le taux pratiqué pour la presse en ligne. Edwy Plenel a finalement obtenu que le taux de TVA de la presse en ligne soit le même que celui de la presse papier, s'appuyant sur le statut de la presse en ligne adopté en 2009. Mais l'administration fiscale a décidé que le changement de taux de TVA n'était pas rétroactif : Mediapart a été condamné en 2016 à payer 4,7 millions d'euros au fisc pour la période 2008-2012,, ; 3,3 millions d'euros correspondant au différentiel de TVA auxquels s'ajoutait « une pénalité de 1,4 million d'euros pour «manquement délibéré» ou mauvaise foi ». Répondant favorablement à un premier appel de Mediapart concernant uniquement le versant pénalité, le tribunal administratif de Paris annule cette disposition en mai 2018. Gérald Darmanin, alors ministre de l'action et des comptes publics, fait à son tour appel en juillet 2018 et la cour administrative d'appel lui donne raison, réformant la précédente décision le 12 novembre 2020. Edwy Plenel annonce porter l'affaire devant le conseil d'État, ajoutant « Dès la création de notre média, nous avons milité pour la fin de la distorsion de traitement fiscal entre la presse numérique et la presse papier ».

### Affaire Benalla
En octobre 2019, il est convoqué par la police avec trois autres journalistes de Mediapart dans le cadre de l’enquête préliminaire sur l’affaire Benalla. Il explique alors : « Ce sont nos révélations dans l’affaire Benalla qui ont suscité ce zèle du parquet parisien (...) Ce faisant, il trahit l’esprit de la loi sur la liberté de la presse (...) Dans cette convocation massive de journalistes de Mediapart comme dans la tentative de perquisition dans nos locaux, c’est bien le pouvoir exécutif qui agit, puisqu’en France, le parquet lui est soumis au point que l’actuel procureur de la République a été personnellement choisi par le chef de l’État. ».

### Affaire Alègre à Toulouse
Le Monde a été accusé en mars 2021 par le directeur du magazine Le Point Franz-Olivier Giesbert d'avoir deux décennies plus tôt, sous la direction d'Edwy Plenel, « mené une campagne infâme » contre Dominique Baudis, « accusé faussement de crimes sexuels avant de mourir peu après d’un cancer généralisé », via un article d'un des proches de Plenel, Jean-Paul Besset où « étaient évoquées des messes rouges et des soirées sadomasochistes ». Au printemps 2003, le caractère mensonger de témoignages effectués devant le juge et les journaux télévisés contre Dominique Baudis, décédé onze ans après, en 2014, avait été rapidement démontré et l'émotion suscitée par cette « affaire Alègre », du nom d'un protagoniste, utilisée en 2010, au moment de l'affaire Woerth-Bettencourt, par le gouvernement contre l'ancien directeur du Monde,, devenu entre-temps cofondateur du site d'investigation Mediapart.
Le 27 septembre 2003, le médiateur du Monde avait publié un bilan de sa couverture de l'affaire, rappelant avoir « évité de tomber dans certains pièges, en particulier, à la différence d'autres médias, le faux témoignage du travesti mythomane Djamel ». Bien qu'« informé depuis longtemps que le nom de Dominique Baudis était cité dans des procès-verbaux », le journal rappelle avoir « attendu, pour en faire état, qu'il accepte de s'exprimer et de réagir dans nos colonnes » et à tout moment « rendu compte des contre-attaques » de l'ancien maire de Toulouse « au point d'être les premiers à révéler sa dénonciation d'un "complot politique" ». Le journal regrette cependant « la publication de certains extraits de procès-verbaux d'instruction, un reportage dans les environs de Toulouse dont le contenu a été démenti par la justice et le récit non recoupé du témoignage tardif d'une prostituée ».
Un reportage dans les environs de Toulouse, consacré à la perquisition d'une maison par les gendarmes et signé de Nicolas Fichot et Jean-Paul Besset, était daté du 16 juin 2003, trois semaines après qu'un prostitué entendu par les gendarmes a témoigné le 22 mai 2003 de dos sous le pseudonyme de Djamel au journal de 20 heures de TF1 au sujet de soirées sadomasochistes en affirmant qu'il y avait eu des « morts » puis le 25 mai 2003 au journal de 20 heures de France 2 , de diffuser le témoignage d'un prostitué parlant aussi de dos et aussi sous le pseudonyme de Djamel,. Le rôle des télévisions, et du quotidien La Dépêche du Midi qui avait lancé une campagne de presse, dès le 1er avril 2003, sur la base de déclarations de deux prostituées, et l’emballement médiatique dont fut victime Dominique Baudis, a été dénoncé dans un téléfilm de Francis Girod Notable donc coupable, 
diffusé en novembre 2016, tiré du livre Le Bûcher de Toulouse de Marie-France Etchegoin et Matthieu Aron, journalistes à L'Obs et France Info,.

### Affaire Maïwenn
En février 2023, la réalisatrice Maïwenn agresse le journaliste Edwy Plenel, confondateur de Médiapart, à la sortie d'un restaurant parisien. La réalisatrice française qui s’apprête à présenter au Festival de Cannes, son prochain long-métrage consacré à la figure historique de Jeanne du Barry, reproche à ce dernier et à son journal d'avoir publié des extraits de la déposition judiciaire qu'elle a pu faire dans le cadre des affaires d'agressions sexuelles dont Luc Besson, son-ex compagnon fait l'objet entre 2019 et 2022. Cette dernière confirmera la chose au moment de la promotion du film durant l'émission Quotidien présentée par Yann Barthès.
Maïwenn justifie l'agression physique d'Edwy Plenel en employant les termes de « viol moral et un crachat symbolique » que lui aurait fait subir le journaliste et le reste de son équipe. Si au début, chacun des partis souhaite régler cette affaire à l'amiable, ça ne sera finalement pas le cas puisque l'affaire sera l'objet d'un procès judiciaire en mars 2024. Plenel explique avoir porté plainte contre la cinéaste après les déclarations de cette dernière dans le Journal du Dimanche (JDD). Maïwenn ayant expliqué que pour elle le journaliste se « servirait de MeToo comme d'un bouclier ». Plenel pense alors porter une double plainte contre la cinéaste pour agression physique et calomnies au nom de Médiapart.
Au terme d'une longue bataille judiciaire dans laquelle les deux partis sont entendus, Maïwenn écope d'une amende 400 euros pour le préjudice moral encouru pour le journal et d'un euro symbolique pour Plenel, laissé au bénéfice du doute.

## Distinctions
- 1986 : colauréat du prix de la fondation Mumm pour la presse écrite (France)
- 2001 : lauréat du prix Médicis essai
- 2012 : lauréat du treizième prix international Omar Aourtilane de la liberté de la presse (Algérie, prix à la mémoire du journaliste cofondateur et rédacteur en chef du quotidien El Khabar, assassiné en 1995[124])
- 2014 : lauréat du prix Fetkann ! de la mémoire (France)[125]
- 2015 : prix du Vivre Ensemble/prix Cojep pour son livre Pour les musulmans[126]
- 2016 : Docteur honoris causa de l'université de Mons (Belgique)[127]
- 2017 : lauréat du prix Hermès du forum international de Réalités (Tunisie)[128]
- 2024 : lauréat du prix spécial Almuneda Grandes de infoLibre (Espagne)[129]

## Publications

### Essais, récits et reportages
- La République inachevée. L'État et l'école en France, Paris, Payot, 1985 ; Stock, 1997 ; Biblio « Essais », 1999.
- Voyage avec Colomb, Paris, Le Monde-Éditions, 1991[130] (traduit en japonais par Shobun-sha).
- La Part d'ombre, Paris, Stock, 1992 ; Gallimard, « Folio Actuel », 1994.
- Un temps de chien, Paris, Stock, 1994 ; Gallimard, « Folio Actuel », 1996.

- Les Mots volés, Paris, Stock, 1997 ; Gallimard, « Folio Actuel », 1999.
- L'Épreuve, Paris, Stock, 1999.
- Secrets de jeunesse, Paris, Stock, 2001 ; Gallimard, « Folio », 2003 prix Médicis essai 2001.
- La Découverte du monde, Paris, Stock, 2002 ; Gallimard, « Folio Actuel », 2004 (traduit en coréen par Maumsan).
- Procès, Paris, Stock, 2006

- Le Journaliste et le Président, Paris, Stock, 2006.
- Combat pour une presse libre. Le manifeste de Mediapart, Paris, Galaade, 2009.

- Le Droit de savoir, Paris, Don Quichotte, 2013 ; Seuil, « Points », 2014.
- Dire non, Paris, Don Quichotte, 2014; Seuil, « Points », 2015.
- Pour les musulmans, Paris, La Découverte, 2014.

- La Troisième Équipe. Souvenirs de l'affaire Greenpeace, Paris, Don Quichotte, 2015 ; Seuil, « Points », 2016.
- Dire nous. Contre les peurs et les haines, nos causes communes, Paris, Don Quichotte, 2016 ; Seuil, « Points », 2017.
- Voyage en terres d'espoir, Ivry-sur-Seine, Les Éditions de l'Atelier, 2016.
- Le devoir d'hospitalité, Paris, Bayard, 2017.
- La valeur de l'information, Paris, Don Quichotte, 2018; Seuil, « Points », 2019.
- La victoire des vaincus. À propos des gilets jaunes, Paris, La Découverte, 2019, 190 pages.
- La sauvegarde du peuple. Presse, liberté et démocratie, Paris, La Découverte, 2020.
- Tous les films sont politiques. Avec Costa-Gavras, Seuil, « Points », 2021.
- Le Président de trop, nouvelle édition augmentée de La question française, La Découverte-Poche, 2021.
- À gauche de l'impossible, La Découverte, Cahiers libres, 2021.
- L'Épreuve et la Contre-épreuve. De la Yougoslavie à l'Ukraine, Paris, Stock, 2022.
- L'Appel à la vigilance. Face à l'extrême droite, Paris, La Découverte, 2023.
- Se tenir droit. Douze portraits pour une politique sensible, Paris, Seuil, 2023.

- Le Jardin et la Jungle. Adresse à l'Europe sur l'idée qu'elle se fait du monde, Paris, La Découverte, 2024.

- Palestine, notre blessure, Paris, La Découverte, 2025.

### Recueils
- L'Effet Le Pen (en collaboration avec Alain Rollat), Paris, La Découverte-Le Monde, 1984.
- Mourir à Ouvéa. Le tournant calédonien (en collaboration avec Alain Rollat), Paris, La Découverte-Le Monde, 1988.
- La République menacée. Dix ans d'effet Le Pen (en collaboration avec Alain Rollat), Paris, Le Monde-Éditions, 1992.
- Chroniques marranes, Paris, Stock, 2007.
- Le Président de trop, Paris, Don Quichotte, 2011.

### Entretiens
- La Nation à l'épreuve (dialogue avec Alain Finkielkraut), Paris, Éditions du Tricorne-France Culture, 2000.
- Jean-Pierre Mignard et Emmanuel Tordjman, L'affaire Clichy, Paris, Stock, 2006.
- François Hollande, Devoirs de vérité, Paris, Stock, 2006.
- Faut-il croire les journalistes? (entretiens de Philippe Gavi avec Serge July, Jean-François Kahn et Edwy Plenel), Paris, Mordicus, 2009.
- Dialogue avec Benjamin Stora, Le 89 arabe, Paris, Stock, 2011,  (ISBN 978-2-2340-7112-4).
- Notre France (conversation avec Farouk Mardam-Bey et Elias Sanbar), Paris, Sindbad/Actes Sud, 2011.

### Préfaces et contributions
- à Jean-Pierre Favereau, Blues Outremer, Paris, Contrejour, 1991.
- à Joseph Fouché, Mémoires, Paris, Arléa, 1993.
- à François Maspero, L'honneur de Saint-Arnaud, Paris, Seuil, « Points » 1995.
- à Christine Daure-Serfaty, Lettres du Maroc, Paris, Stock, 2000.
- à Seymour Hersh, Dommages collatéraux, Paris, Denoël, 2005.
- à Des nouvelles de La Fontaine, recueil collectif, Paris, Gallimard, 2007.
- à Robert E. Park, Le journaliste et le sociologue, Paris, Seuil, 2008.
- à Edgar Morin, plans rapprochés, revue Communications, no 82, Paris, Seuil, 2008.
- à Jean-Georges Chali, Vincent Placoly, un créole américain, Fort-de-France, Desnel, 2008.
- à Michel Vinaver, Côté texte / Côté scène, hors série Revue d'études théâtrales, Paris, Presses Sorbonne Nouvelle, 2008.
- à François Maspero et les paysages humains, Lyon, A plus d'un titre/La fosse aux ours, 2009.
- à Rosa, la vie. Lettres de Rosa Luxemburg, choisies et traduites par Anouk Grinberg, Paris, Éditions de l'Atelier, 2009.
- à Yoran Brault, Concevoir et déployer ses sites web avec Drupal, Paris, Eyrolles, 2009.
- à la rédaction de Mediapart, N'oubliez pas! Faits et gestes de la présidence Sarkozy. Décryptage au jour le jour d'une contre-révolution, Paris, Don Quichotte, 2010.
- à Daniel Bensaïd, revue Lignes, no 32, Paris, Nouvelles Éditions Lignes, 2010.
- à la rédaction de Mediapart, L'affaire Bettencourt. Un scandale d'État, Paris, Don Quichotte, 2010.
- à Thierry Ternisien d'Ouville, Réinventer la politique avec Hannah Arendt, Paris, Éditions Utopia, 2010.
- à Pierre Puchot, Tunisie, la révolution arabe, Paris, Galaade, 2011.
- à la rédaction de Mediapart, Finissons-en! Faits et gestes de la présidence Sarkozy (tome 2). Décryptage au jour le jour de la faillite d'un système, Paris, Don Quichotte, 2012.
- à Jean-Noël Cuénod, Quinquennat d'un plouc chez les bobos, Genève, Slatkine, 2012.
- à Patrick Artinian, Visages de France 2012, Ma campagne électorale, Paris, Manitoba / Les Belles Lettres, 2012.
- à Jean-Pierre Vernant Dedans Dehors, revue Le genre humain, no 53, Paris, Seuil / Maison de l'Amérique latine, 2013.
- à Fabrice Arfi, L'Affaire Cahuzac – En bloc et en détail, Paris, Don Quichotte, 2013.
- à Jean Baubérot, Une si vive révolte, Paris, Éditions de l'Atelier, 2014.
- à la rédaction de Mediapart, Qu'ont-ils fait de nos espoirs ? Faits et gestes de la présidence Hollande. Décryptage au jour le jour d'un stupéfiant reniement, Paris, Don Quichotte, 2015.
- à Roberto Scarpinato, Le Retour du Prince, Pouvoir et criminalité, Lille, La Contre Allée, 2015.
- à Fabrice Arfi, La République sur écoute. Chroniques d'une France sous surveillance, Paris, Don Quichotte, 2015.
- à Jean-Michel Le Boulanger, Manifeste pour une France de la diversité, Brest, Dialogues, 2016.
- à María Santos-Sainz, Albert Camus, periodista, Madrid, Libros.com, 2016; Paris, Éditions Apogée, 2019.
- à Costa-Gavras, Costa-Gavras : Intégrale Vol. 1 (1965-1983), Paris, Arte Editions, 2016.
- à Croire, s'engager, chercher, autour de Jean Baubérot, du protestantisme à la laïcité, Belgique, Brepols/EPHE, 2016.
- à la rédaction de Mediapart, Sonnons l'alarme ! Faits et gestes de la présidence Hollande. Décryptage au jour le jour d'une catastrophe annoncée, Paris, Don Quichotte, 2017.
- à Paul Alliès, Le rêve d'autre chose. Changer la République ou changer de République, Paris, Don Quichotte, 2017.
- à Images Singulières, La France vue d'ici, Paris, Éditions de la Martinière, 2017.
- à Daniel Bensaïd, Jeanne, de guerre lasse. Chroniques de ce temps, Paris, Don Quichotte, 2017.
- à Mathieu Magnaudeix, Macron & Cie. Enquête sur le nouveau président de la République, Paris, Don Quichotte, 2017.
- à Costa-Gavras, Costa-Gavras : Intégrale Vol. 2 (1985-2012), Paris, Arte Editions, 2017.
- à Jean Schwœbel, La presse, le pouvoir et l'argent, Paris, Seuil, 2018.
- à Christelle Dormoy-Rajramanan; Boris Gobille et Erik Neveu, Mai 68 par celles et ceux qui l'ont vécu, Ivry-sur-Seine, Les Éditions de l'Atelier, 2018.
- à Greenpeace : une histoire d'engagement, Paris, Les Liens qui Libèrent, 2019.
- à Léon Trotsky, Ma vie, Paris, Éditions du Détour, 2019.
- à Albert Londres, Au Bagne suivi de Adieu Cayenne et Terre d'Ébène, Fort-de-France, Idem éditions, 2019.
- à Joseph Confavreux et Mediapart, Une décolonisation au présent. Kanaky, Nouvelle-Calédonie: notre passé, notre avenir, Paris, La Découverte, 2020.
- à Lisa Fittko, Le Chemin Walter Benjamin[133]. Souvenirs 1940-1941, Paris, Seuil, 2020.
- à Stéphanie Besson, Trouver refuge. Histoires vécues par-delà les frontières, Grenoble, Glénat, 2020.
- à Bondy Blog, Jusqu'à quand ?, Paris, Fayard, 2020.
- à Édouard Glissant, Patrick Chamoiseau, Manifestes, Paris, La Découverte, 2021.
- à Fabrice Riceputi, Ici on noya les Algériens. La bataille de Jean-Luc Einaudi, Paris, Le Passager Clandestin, 2021.
- à Émile Zola, Paris, Seuil, « Points Classiques », 2021.
- à collectif, Terre d'humanité. Un chœur pour Mimmo, Paris, Le Merle Moqueur, 2022.
- à Marie-Laure Morin, Faire de l'étranger un hôte. L'hospitalité : un droit fondamental, Paris, Syllepse, 2022.
- à Périne Faivre et la compagnie Les Arts Oseurs, Héroïne. Une épopée au cœur d'un tribunal, Montpellier, Deuxième époque, 2024.
- à Vigilances et Initiatives Syndicales Antifascistes, Nouveaux fascismes. Ripostes syndicales, Paris, Syllepse, 2025.